# Signs
„Signs” este al treilea single de pe albumul rapper-ului Snoop Dogg, R&G (Rhythm & Gangsta): The Masterpiece. A fost produs de The Neptunes și este o colaborare cu Charlie Wilson și Justin Timberlake. Single-ul a fost lansat în martie 2005.